# Лабунский, Леонид Вячеславович
Леонид Вячеславович Лабунский (1934—2014) — советский и российский учёный, кандидат геолого-минералогических наук (1970), доктор экономических наук (2004), профессор (2008).
Автор более 50 научных работ, включая методические пособия и монографии, а также ряда изобретений.

## Биография
Родился 4 октября 1934 года в городе Новокузнецке Кемеровской области в семье Лабунского Вячеслава Адольфовича и его жены Ерохиной Анастасии Ивановны.

### Образование
В 1958 году окончил Свердловский горный институт (ныне Уральский государственный горный университет) по специальности «горный инженер-геолог». В 1970 году в Днепропетровском горном институте (ныне Днепровская политехника) защитил кандидатскую диссертацию на тему «Условия формирования и закономерности распределения конкреционных образований во вскрышной толще Бородинского месторождения Канско-Ачинского бассейна». В 2004 году в ЦНИЭИуголь (Москва) защитил докторскую диссертацию на тему «Методология развития компетенций персонала горнодобывающего предприятия». В 2008 году ему было присвоено ученое звание профессора. Своими учителями Леонид Лабунский считает доктора геолого-минералогических наук Я. М. Черноусова, доктора технических наук В. А. Галкина и доктора экономических наук А. С. Астахова.

### Деятельность
По окончании института работал в Ивановской экспедиции Красноярского геологического управления. В 1966—1996 годах заведовал лабораторией карьерной геологии и физики горных пород в НИИОГР (Челябинск), ведущий научный сотрудник. С 2003 года Леонид Вячеславович работал в Челябинском государственном университете, где с 2004 года был профессором кафедры менеджмента факультета управления, читал курс «Основы менеджмента». В последние годы жизни работал профессором на кафедре промышленного транспорта Магнитогорского государственного технического университета.
Л. В. Лабунский занимался решением проблем угольных месторождений СССР и стран СЭВ, в том числе изучением их геологического строения, а также разработкой геофизических методов и технологий выявления участков, осложняющих ведение горных работ на разрезах. Участвовал и руководил проведением геологоразведочных работ и инженерно-геологическим обеспечением освоения Бородинского, Переясловского, Абанского и Березовского месторождений Канско-Ачинского угольного бассейна, а также Эльгинского месторождения Южно-Якутского угольного бассейна. Под его научным руководством было защищено несколько кандидатских диссертаций.
Умер 21 мая 2014 года.
Был награждён знаками «Шахтерская слава» всех степеней, памятным знаком «60 лет Дня шахтера» (2007) и медалями.